# Ферие
Ферие́ (тур. Feriye) — дворцовый имперский комплекс на европейской стороне Босфора в Стамбуле. В настоящее время комплекс преобразован в школьные и университетские здания.

## История
Здание дворца Ферие было построено по проекту знаменитого архитектора Саркиса Бальяна и сдано в эксплуатацию в 1871 году султаном Абдул-Азизом. Дворец строился для нужд большой султанской семьи. Дворец, построенный в дополнение к дворцам Чыраган и Долмабахче, получил название «Ферие», что означает вторичный или вспомогательный. Комплекс, площадью в 3 км², состоял из трёх основных зданий, расположенных на набережной, здания для наложниц и двухэтажного здания для слуг во дворе и хозяйственных построек.
30 мая 1876 года султан Абдул-Азиз был смещён с трона своими же министрами. Он вместе с жёнами и детьми был заключён под стражу как государственный преступник. Во дворец Ферие он переехал добровольно, однако, четыре дня спустя был найден мёртвым и, как полагали, совершил самоубийство. После смерти Абдул-Азиза и даже после отречения следующего султана, когда они получили свободу, семья Абудл-Азиза продолжала жить во дворце.
Дворцовый комплекс Ферие продолжал быть резиденцией султанской семьи вплоть до 3 марта 1924 года, когда был упразднён халифат и все члены Династии были подвергнуты принудительной депортации.
Здания дворца пустовали до 1927 года, когда часть из них занял Морской колледж. Ещё часть зданий в 1928-29 годах занимал Кабаташский лицей. В 1967 году часть дворца была отведена под женскую секцию Галатасарайского лицея, когда лицей перестал практиковать раздельное обучение. Часть комплекса на северо-востоке долгие годы оставалась невостребованной.
Морской колледж был преобразован в морскую школу Стамбульского технического университета в 1981 году и переехал в Тузлу. Здания пустовали до 1982 года, когда они были отданы под Анатолийскую высшую морскую школу Зийи Кальвакана.
Здания, которые занимала женская секция Галатасарайской школы, в 1992 году были переданы Галатасарайскому университету. Главное здание, первоначально известное как прибрежный дворец Ибрагима Тевфика Эфенди, используется рядом факультетов университета, например, юридическим факультетом, факультетом экономики и факультетом связи, а также различными административными офисами.
В 1995 году часть дворца, находившаяся в запущенном состоянии, была отреставрирована Кабаташским фондом образования и превращена в высококлассный ресторан «Feriye Lokantası».
Главное здание, которое используется Галатасарайским университетом было серьёзно повреждено во время пожара, произошедшего 22 января 2013 года. Министерство культуры заявило, что здание будет полностью восстановлено и продолжит употребляться в образовательных целях.